# NGC 5841
NGC 5841 (NGC 5848) é uma galáxia espiral (S0-a) localizada na direcção da constelação de Virgo. Possui uma declinação de +02° 00' 18" e uma ascensão recta de 15 horas, 06 minutos e 34,8 segundos.
A galáxia NGC 5841 foi descoberta em 6 de Maio de 1862 por Heinrich Louis d'Arrest.